# Шидловский, Август Антонович
А́вгуст Анто́нович Шидло́вский (17 июня 1934 — 23 октября 2008) — советский и российский геофизик, метеоролог. Доктор технических наук (1985), профессор (1999). Заместитель генерального директора по научной работе — начальник специального конструкторского бюро с опытным производством научно-производственного объединения «Тайфун».

## Биография
Август Шидловский родился 17 июня 1934 года.
Доктор технических наук (1985), профессор (1999).
Заместитель генерального директора по научной работе — начальник специального конструкторского бюро с опытным производством научно-производственного объединения «Тайфун».

## Участие в профессиональных и общественных организациях
- Член-корреспондент Академии инженерных наук Российской Федерации (1992)

## Награды
- Медаль «За спасение погибавших» (1997)

### Монографии
- Шидловский А. А. Метеорологические ракетные комплексы СССР и исследования атмосферы на высотах до 250 км / Федеральная служба России по гидрометеорологии и мониторингу окружающей среды. — СПб.: Гидрометеоиздат, 2003. — 191 с.